# Баладе Петрице Керемпуха
Баладе Петрице Керемпуха је југословенски телевизијски филм из 1971. године. Режирао га је Младен Шкиљан који је написао и сценарио по делу Мирослава Крлеже.

## Улоге
| Глумац            | Улога |
| ----------------- | ----- |
| Златко Црнковић   |       |
| Вања Драх         |       |
| Људевит Галић     |       |
| Иво Сердар        |       |
| Круно Валентић    |       |
| Фабијан Шоваговић |       |
| Павле Богдановић  |       |
| Бранко Боначи     |       |
| Ета Бортолаци     |       |
| Миљенко Брлечић   |       |
| Ивка Дабетић      |       |
| Јурица Дијаковић  |       |
| Петар Добрић      |       |
| Меланија Дуганџић |       |
| Фрањо Фрук        |       |
| Дубравка Гал      |       |
| Ана Херцигоња     |       |

Остале улоге  ▼
| Глумац             | Улога |
| ------------------ | ----- |
| Кораљка Хрс        |       |
| Иво Кадић          |       |
| Вјенцеслав Капурал |       |
| Ивица Катић        |       |
| Драган Кнапић      |       |
| Драган Миливојевић |       |
| Мустафа Надаревић  |       |
| Божидар Орешковић  |       |
| Зоран Покупец      |       |
| Миро Шегрт         |       |
| Фрањо Штефуљ       |       |
| Мирко Швец         |       |
| Александра Виолић  |       |